# Fernand Tonnet
Fernand Henri Marie Joseph Tonnet (Sint-Jans-Molenbeek 18 juli 1894 – Dachau 2 februari 1945) was medestichter van de Kristelijke Arbeidersjongeren van Jozef Cardijn en voorzitter van de Jeunesse Ouvrière Chrétienne (1924-1934).

## Levensloop

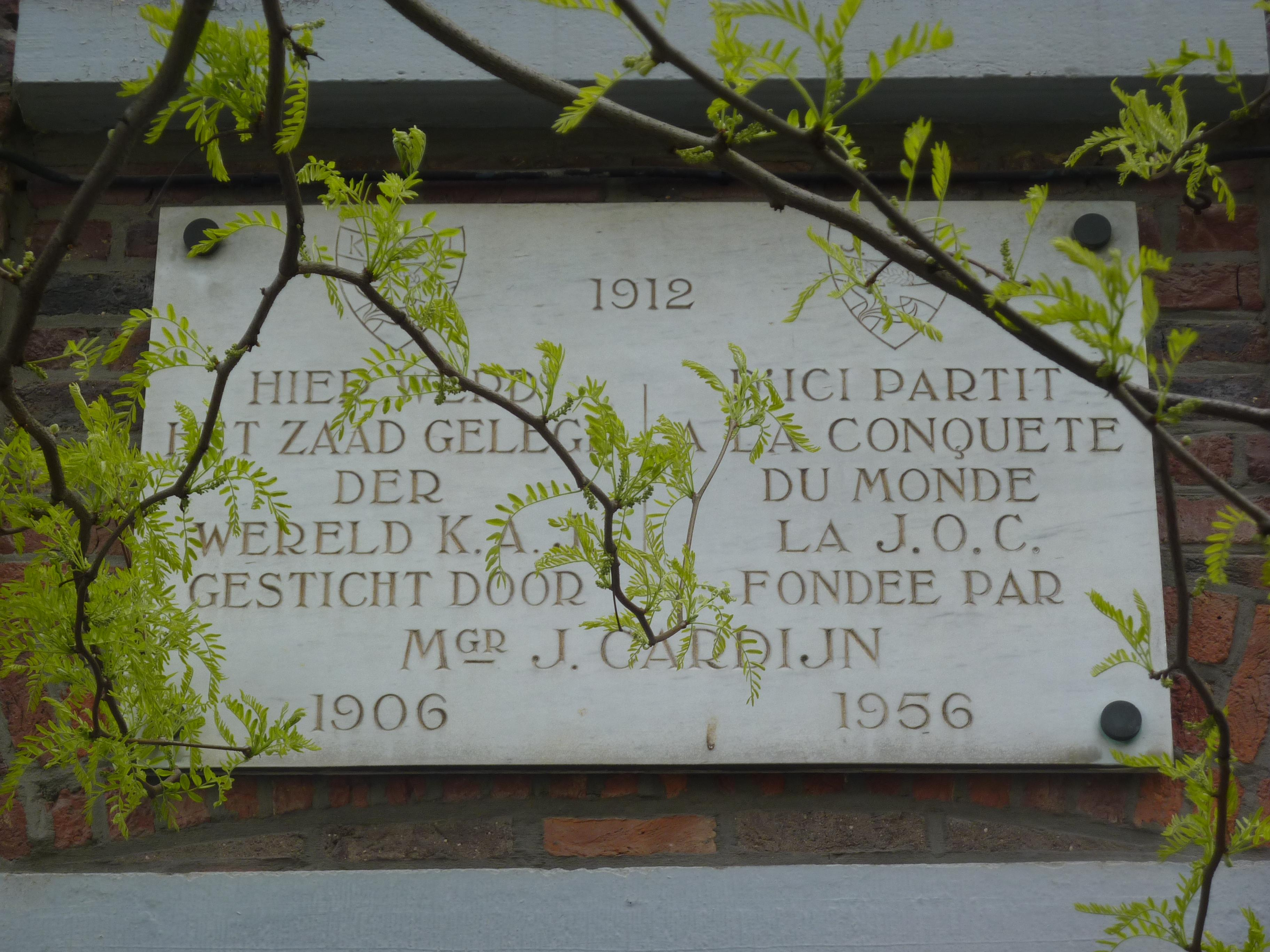
Tonnet was medestichter van de Kristelijke Arbeidersjongeren in 1912.

Tonnet groeide op in Brussel in een familie die afkomstig was van een arbeidersfamilie uit de streek van Dinant. In 1911 onderbrak hij de middelbare studies aan het Institut Saint-Louis in Brussel. Vader Tonnet, douanier, werd immers verplaatst van Brussel naar Quiévrain aan de Belgisch-Franse grens. Tonnet maakte er kennis met het arbeidersleven in de fabriek van Blanc-Misseron in Frankrijk. Terug in Brussel (1912) werd hij bankbediende. Datzelfde jaar was een keerpunt in zijn leven, want hij leerde priester Jozef Cardijn kennen, de latere kardinaal Cardijn. Deze priester was nieuw aangekomen in de Onze-Lieve-Vrouwekerk van Laken en was een gedreven voorvechter voor opleiding en opvoeding van kinderen uit arbeidersgezinnen. Tonnet voegde zich vanaf de eerste dag bij de acties van Cardijn, eigenlijk vanaf de oprichting van de Kristelijke Arbeidersjongeren (1912). Zijn werk werd onderbroken van 1914 tot 1919, in de Eerste Wereldoorlog, wanneer de jonge Tonnet soldaat was aan de IJzer.
In 1919 werd Tonnet secretaris van de sociale werken van Cardijn in Brussel. Hij werkte samen met Paul Garcet, naar wie het Garcetpark in Brussel genoemd is. In de jaren 1920-1925 kende de Kristelijke Arbeidersjongeren als beweging een enorme uitbouw. In 1924 werd Tonnet voorzitter van de JOC, de Franstalige vleugel Jeunesse Ouvrière Chrétienne; hij bleef dit tot 1934. Het waren jaren van grootschalige organisatie van de beweging JOC met oprichting van afdelingen verspreid over het land. Tonnet noemde de leden van de beweging jocistes. Tonnet en zijn medewerkers lanceerden een krantje voor de JOC, hielden meetings en organiseerden talrijke bijscholingen voor jonge arbeiders. Tonnet was gedreven in zijn werk voor jongeren en aarzelde niet internationale contacten te leggen toen Cardijn hem dit vroeg.
In 1934 nam hij ontslag uit de JOC. Het ontslag was emotioneel en moeilijk voor Tonnet, en dat was het ook voor Jozef Cardijn. Tonnet ging vervolgens aan de slag bij de Christelijke Arbeidersbeweging en bij de Action Catholique des Hommes, een andere katholieke beweging in België.
Tijdens de Tweede Wereldoorlog geraakte Tonnet eerder toevallig betrokken bij acties van het verzet, onder andere via zijn goede vriend Paul Garcet. De Duitsers arresteerden Tonnet op 10 augustus 1943 in Brussel. Hij belandde in het concentratiekamp van Dachau, waar hij Garcet terugvond. Op 28 januari 1945 werd Garcet gedood; enkele dagen later Fernand Tonnet (2 februari 1945).